# Eek and Meek

Eek and Meek est une série de bande dessinée de l'Américain Howie Schneider diffusée sous forme de comic strip du 5 septembre 1965 au 30 mars 2000 par Newspaper Enterprise Association.
Cette bande dessinée humoristique met en scène deux souris, Eek, chômeur agressif toujours mal attifé, et Meek (« Doux »), romantique et idéaliste, amoureux éternel de Monique. De plus en plus anthropomorphe au fil des années, les personnages de la série deviennent tous des humains à partir du 8 février 1982, sans que le ton de la série ne change par ailleurs. Schneider arrête la série en 2000, estimant n'avoir plus rien à y dire, alors qu'elle était encore diffusée dans près de 400 journaux.